# Нейолов Євген Михайлович
Євген Михайлович Нейолов (24 березня 1947, Лодейне Поле — 5 червня 2014, Петрозаводськ)  — фольклорист і критик-фантастикознавець, доктор філологічних наук, професор Петрозаводського університету відомий насамперед як дослідник фантастичних жанрів: сучасних наукової фантастики, фентезі і літературної казки і їх фольклорних коренів — генетичний зв'язок з народною казкою.

## Біографія
Закінчив в 1970 році історико-філологічний факультет Петрозаводського державного університету з відзнакою, після чого продовжив освіту в аспірантурі при кафедрі російської та зарубіжної літератури. У студентські часи писав вірші, які публікувалися в газеті «Петрозаводський університет», але, за його власними словами, пізніше зрозумів, що не поет. У 1973 році захистив в ПетрДУ кандидатську дисертацію на тему «Літературна казка і наукова фантастика».
З 1973 по 1980 рік викладав на кафедрі російської та зарубіжної літератури Семипалатинського педінституту ім. Н. К. Крупської, керував там гуртком наукової фантастики.
У 1980 році Євген Михайлович повернувся в якості викладача до своєї альма-матер, де і пропрацював до самої своєї смерті. У 1988 захистив докторську дисертацію за спеціальністю «фольклористика» захистив на тему «Чарівно-казкові коріння наукової фантастики» в місті Ленінграді, в Інституті російської літератури (Пушкінський будинок) АН СРСР. Одночасно з професорської роботою читав адаптований спецкурс по давньоруської словесності в школах Петрозаводська: ліцеї № 40 і школі № 10, вів клуб любителів наукової фантастики при ДК «Машинобудівник», дискусійний літературний клуб в міській бібліотеці № 3.
Помер 5 липня 2014 роки після важкої хвороби в місті Петрозаводську.

## Науково-викладацька робота
В університеті Євген Михайлович Нейолов читав курси «Давньоруська література», «Російське усна народна творчість», «Історія та теорія наукової фантастики».
Його дослідження показують тісний генетичний і інтертекстуальний зв'язок сучасної жанрової російської фантастики (наукової, казкової та фентезі) з російської народної казкою, а також зв'язок того чи іншого з філософією Миколи Федорова.

## Сім'я
Був одружений з Людмилою Олександрівною Нейоловою. Обидві їх дочки стали кандидатами наук. Старша Марія стала істориком, спеціалізується на Росії XIX століття, молодша — Анна Євгенівна Струкова, продовжила дослідження батька в області фантастики і фольклору. Разом із нею він написав видані в 2013 році монографію «Російська фантастика: невирішені проблеми» і навчальний посібник «Російська фантастика: проблеми історії та теорії».